# Motorbootbetrieb Gottlieb Füllemann
Der Motorbootbetrieb Gottlieb Füllemann war ein Bootsbaubetrieb und eine
Bootsvermietung in Rorschach in der Schweiz. Er war von 1903 bis 1959 tätig.

## Betrieb

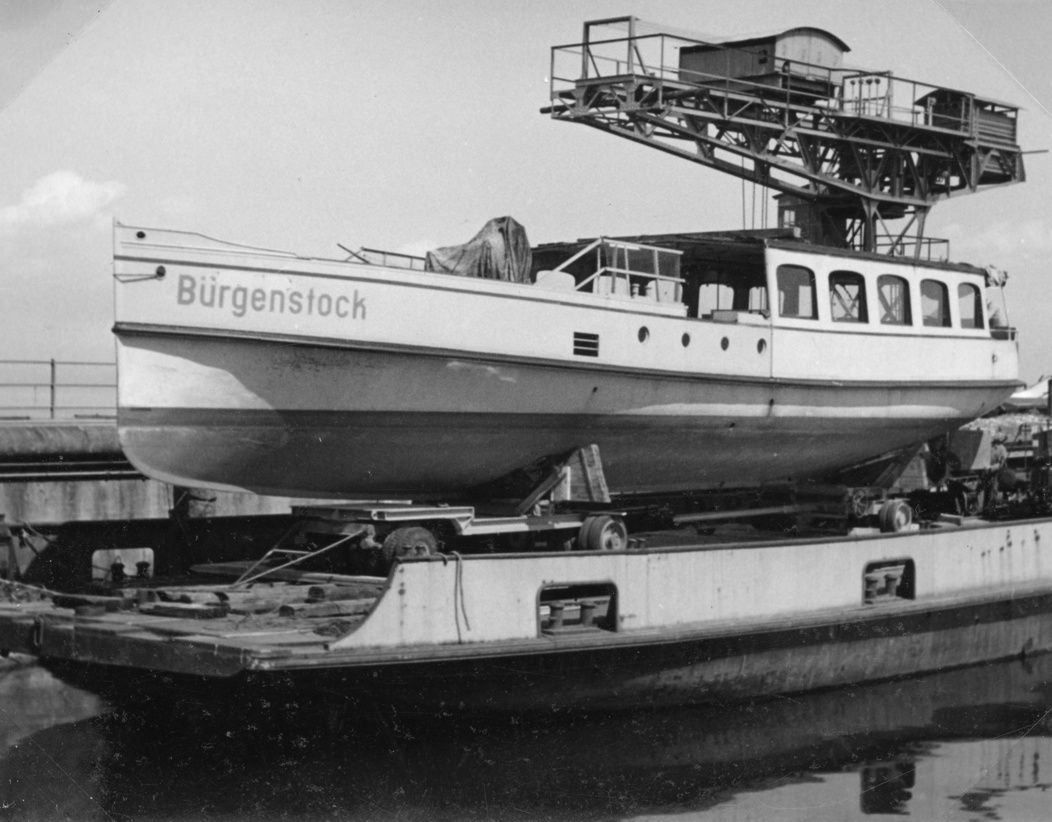
Die Rheinlust 1944 nach der Umtaufe in Bürgenstock vor dem Transport an den Vierwaldstättersee auf einem Trajektkahn im Werfthafen von Romanshorn

1903 baute Gottlieb Füllemann sen. (1872–1956) im Kundenauftrag die Rorschach, eines der ersten Passagiermotorboote (20 Personen) auf dem Bodensee. 1904 übernahm er eine Bootsvermietung und kaufte 1905 die Rorschach zurück, mit der er 1906 einen Motorbootbetrieb eröffnete. Mit dem zweiten Boot, dem 30-Personen-Eigenbau Luna, führte er ab 1907 Kursfahrten nach Horn, Arbon sowie Altenrhein durch und von dort den Alten Rhein hinauf bis Rheineck. Dort ist mit 400 m ü. M. die höchstgelegene Schiffslandestelle der Rheinschifffahrt. 1916 baute er mit seinem Sohn die Stadt St. Gallen. Mit dem Umbau der 1920 gekauften Strandfee endete die erste Serie mit vier Booten für je etwa 30 Fahrgäste. 1930 folgte die grosse Rheinlust (I), ein Werftbau für 160 bis 180 Personen und das Flaggschiff des erfolgreichen Familienbetriebs. Der Zweite Weltkrieg brachte auch der neutralen Schweiz erhebliche Einschränkungen: Die Stadt St. Gallen und die Rheinlust (I) mussten verkauft werden.
1948 übernahm Gottlieb Füllemann jun. den Betrieb seines Vaters mit den Motorbooten Luna und Strandfee. Bald folgten zwei ähnlich aussehende Boote für jeweils 60 Personen: Aus dem Wrack der aus dem Jahr 1910 stammenden Silberhecht wurde 1950 von der Bodan-Werft die Rheinlust (II) gebaut, die Seeschwalbe wurde 1952 in Ostfriesland erworben. 1959 orientierte sich Füllemann um und bot den kleinen Traditionsbetrieb zum Verkauf an. Um die beliebte Schiffsverbindung zu erhalten, gründeten die Gemeinden Rorschach, Rheineck und Thal den Motorbootbetrieb Rorschach–Rheineck, der 1960 den Bootsbetrieb Füllemann mit den beiden Motorbooten Rheinlust (II) und Seeschwalbe übernahm.

## Flotte

### Rorschach

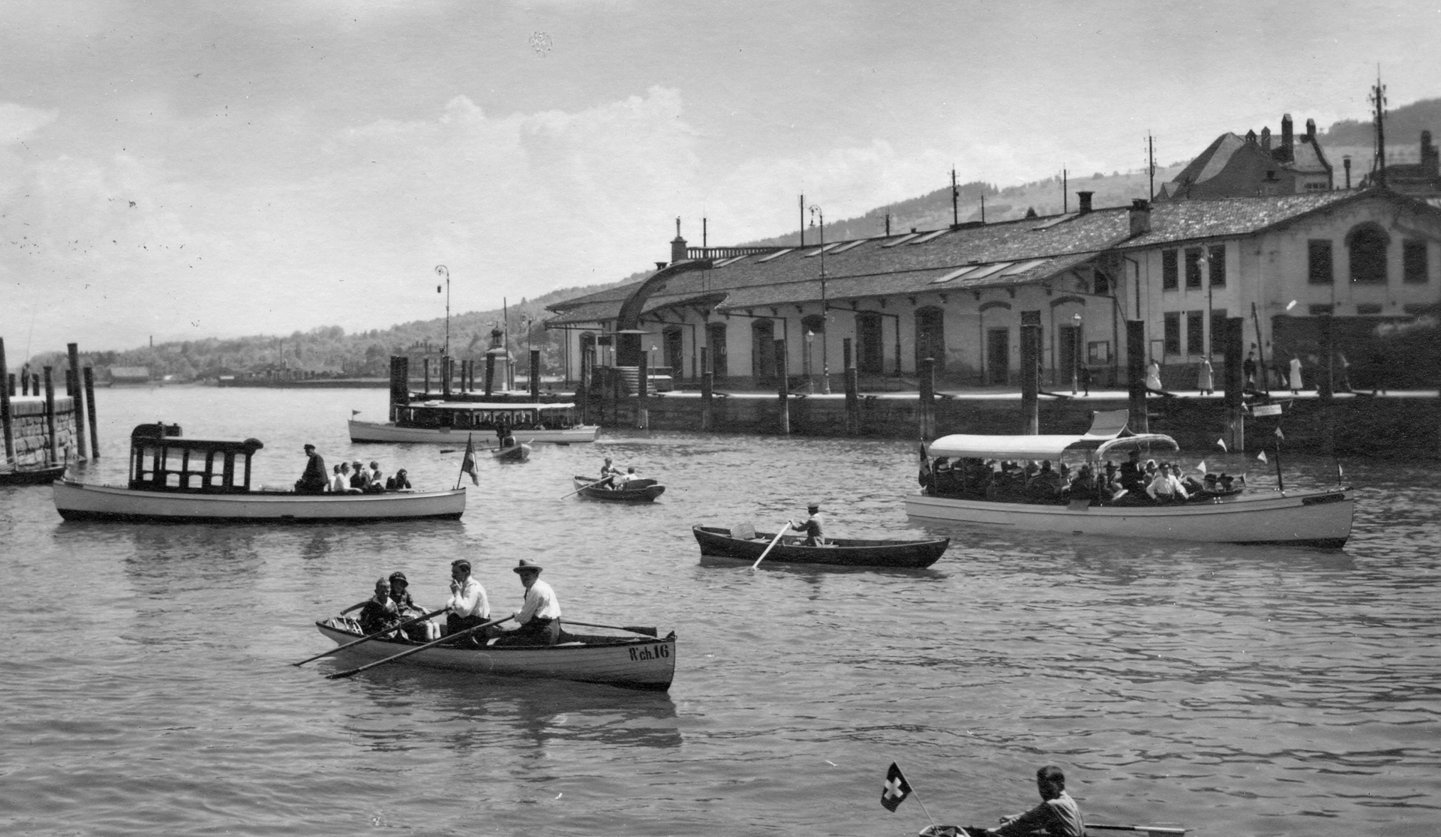
Flottenparade des Schiffsbetriebs G. Füllemann: Rorschach, Luna und Stadt St. Gallen (von links) im Hafen Rorschach

Die Rorschach wurde ab 1906 von Füllemann für Uferfahrten ab Rorschach eingesetzt. Der weitere Verbleib ist unbekannt.
| Daten:                 | Daten:                    |
| ---------------------- | ------------------------- |
| Baujahr: 1906          | Motor: Saurer-Benzinmotor |
| Indienststellung: 1906 | Geschwindigkeit: 12 km/h  |
| Heimathafen: Rorschach | Kapazität: 18 Personen    |

### Luna

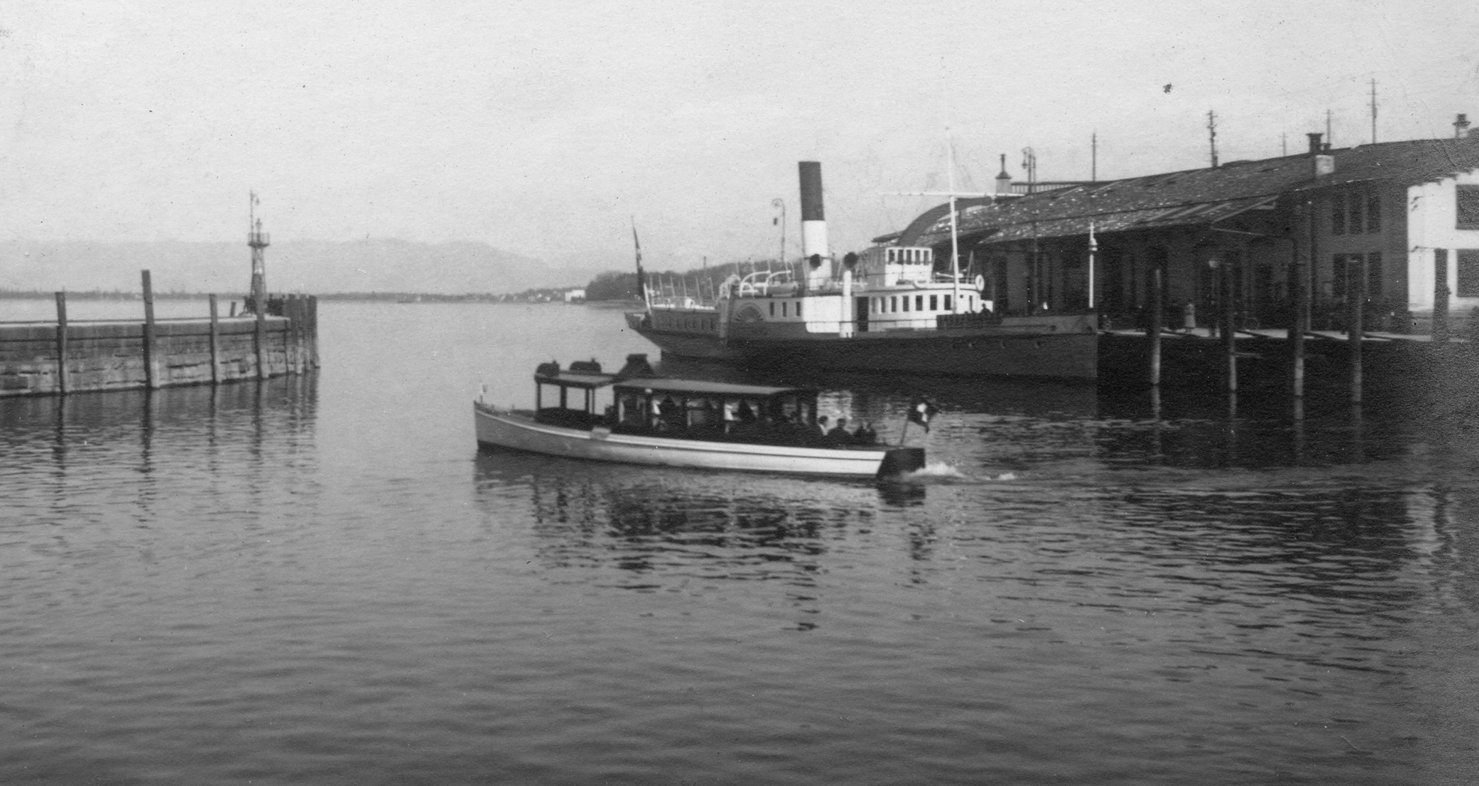
Luna und St. Gotthard um 1920 im Hafen Rorschach

Die Luna wurde vom Rorschacher Schiffsbetrieb G. Füllemann von 1909 bis 1951 für Uferfahrten und Fahrten auf dem Alten Rhein nach Rheineck eingesetzt. 1951 wurde sie von der Bootvermietung Willy Schaufelberger erworben und als Tödi, benannt nach dem höchsten Gipfel der Glarner Alpen, bis heute auf dem Pfäffikersee für Gesellschaftsfahrten verwendet. Im Juli 2018 wurde die Tödi nach einem Motorschaden von Diesel- auf Elektroantrieb umgerüstet. Sie gilt als erstes Fahrgastschiff mit Elektroantrieb in der Schweiz.
| Daten:                 | Daten:                   |
| ---------------------- | ------------------------ |
| Baujahr: 1909          | Motor: Saurer            |
| Erbauer: G. Füllemann  | Geschwindigkeit: 17 km/h |
| Indienststellung: 1909 | Kapazität: 30 Personen   |
| Heimathafen: Rorschach | Verbleib: 1951 verkauft  |

### Strandfee

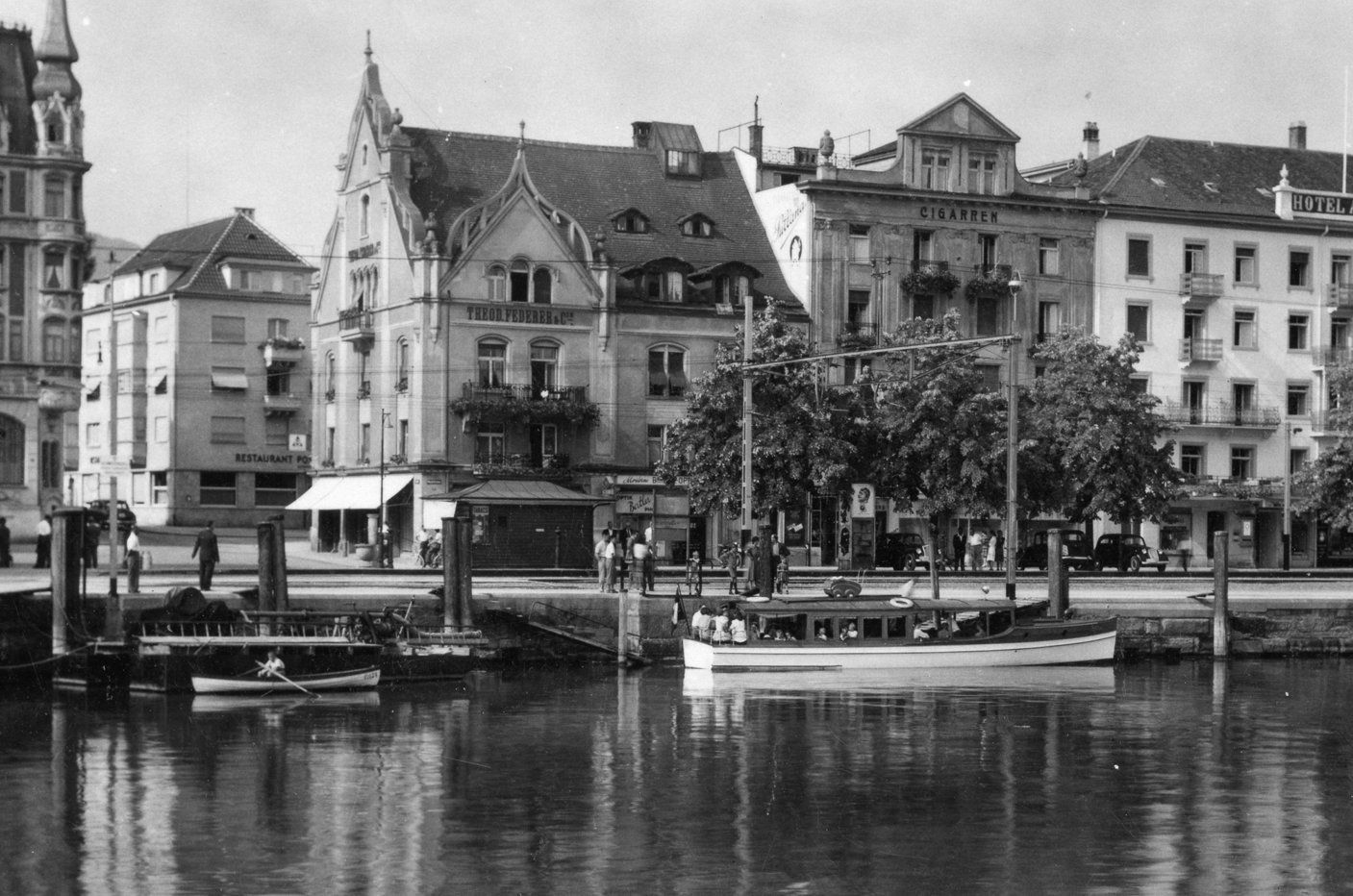
Die Strandfee Ende der 1940er Jahre an der Rorschacher Anlegestelle

Die Strandfee wurde von 1929 bis 1952 von Füllemann für Uferfahrten und Fahrten auf dem Alten Rhein nach Rheineck eingesetzt. Nach einem Umbau wurde das Schiff ab 1956 vom Schiffsbetrieb Fürst ab Romanshorn eingesetzt.
| Daten:                 | Daten:                     |
| ---------------------- | -------------------------- |
| Baujahr: 1920          | Geschwindigkeit: 21,0 km/h |
| Erbauer: G. Füllemann  | Kapazität: 50 Personen     |
| Indienststellung: 1920 | Verbleib: 1956 verkauft    |
| Heimathafen: Rorschach |                            |

### Stadt St. Gallen
Die Stadt St. Gallen wurde von 1921 bis 1951 vom Rorschacher Schiffsbetrieb für Uferfahrten ab Rorschach eingesetzt. 1951 wurde das Schiff verkauft.
| Daten:                 | Daten:                 | Daten:                   |
| ---------------------- | ---------------------- | ------------------------ |
| Baujahr: 1921          | Heimathafen: Rorschach | Geschwindigkeit: 16 km/h |
| Erbauer: G. Füllemann  | Länge: 11,0 m          | Kapazität: 30 Personen   |
| Indienststellung: 1921 | Breite: 2,3 m          | Verbleib: 1951 verkauft  |

### Rheinlust(I)

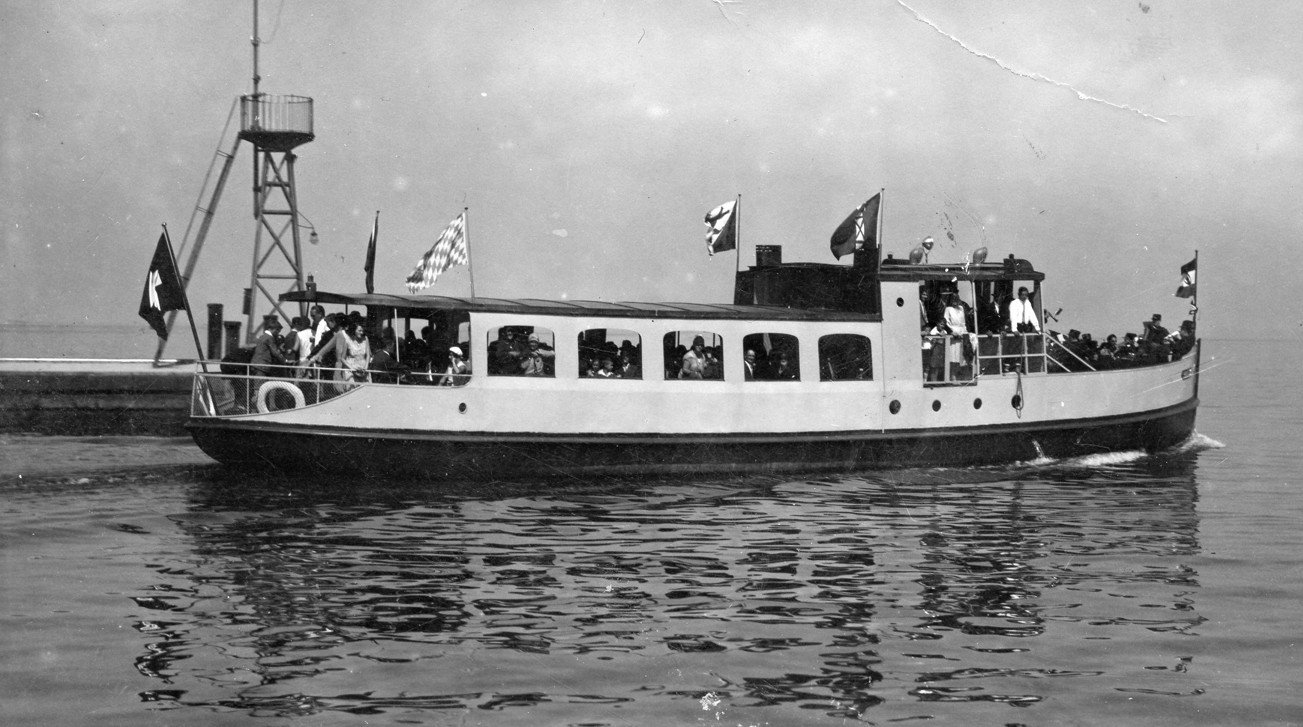
Die Rheinlust verlässt in den 1930er Jahren beflaggt den Hafen Rorschach

Die Rheinlust (I) wurde 1930 von Vogt-Gut in Arbon und G. Füllemann gebaut und war mit einem Sulzer-Dieselmotor ausgestattet. Sie verkehrte für den Rorschacher Schiffsbetrieb bis zum Beginn des Zweiten Weltkriegs im Uferverkehr und auf der Kursverbindung zwischen Rorschach und Rheineck. Wegen der Kriegs- und Krisenzeit musste das Schiff 1944 verkauft werden. Es war als Bürgenstock von 1944 bis 1955 für das gleichnamige Hotel am Vierwaldstättersee im Einsatz. 1955 wurde das Schiff an die Basler Schiffahrt-Aktiengesellschaft (BRAG) weiterverkauft.
| Daten:                             | Daten:          | Daten:                      |
| ---------------------------------- | --------------- | --------------------------- |
| Baujahr: 1930                      | Länge: 21,00 m  | Motorleistung: 150 PS       |
| Erbauer: Vogt-Gut und G. Füllemann | Breite: 4,80 m  | Geschwindigkeit: 20 km/h    |
| Indienststellung: 1930             | Tiefgang: ?     | Kapazität: 160–180 Personen |
| Heimathafen: Rorschach             | Tonnage: 27,3 t | Verbleib: 1944 verkauft     |

### Rheinlust(II)

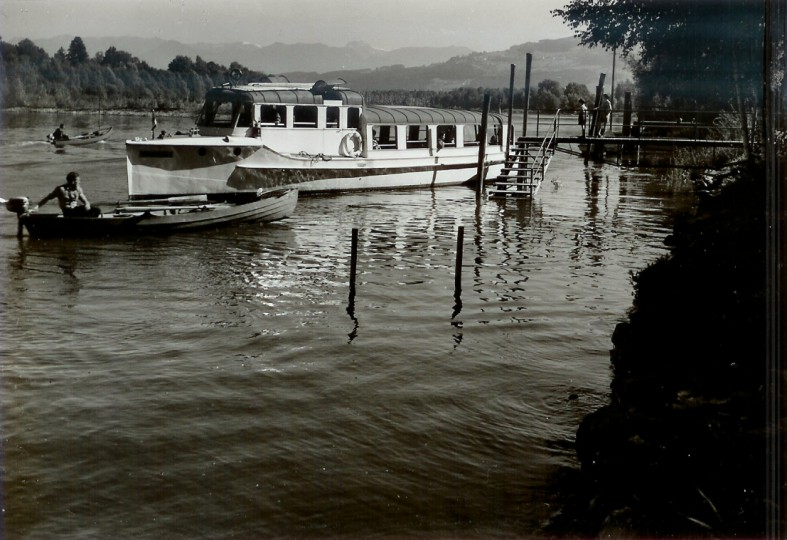
Die Rheinlust in den 1950er Jahren nach dem Umbau am Steg beim Weissen Haus Altenrhein

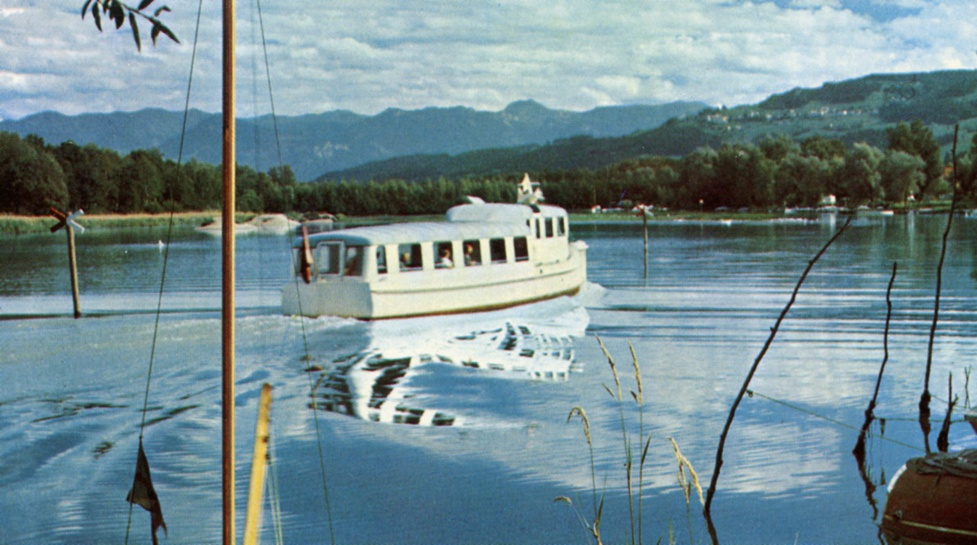
Die Rheinlust in den 1950er Jahren unterwegs auf dem Alten Rhein

Das 1910 gebaute Motorboot Silberhecht wurde als einziges Fahrgastboot eines privaten Schifffahrtsunternehmens auf dem Bodensee betrieben. 1938 übernahm die Deutsche Reichsbahn das Boot. Nach der Schutzinternierung in die Schweiz wurde die Silberhecht am 30. April 1945 von der französischen Marine beschlagnahmt.
Nachdem das Boot vermutlich während der Besatzungszeit schwer beschädigt worden war, erfolgte 1950 ein Verkauf an die Bodan-Werft mit der Absicht, es zu verschrotten. Die Silberhecht wurde dort jedoch in den Jahren 1949/50 umgebaut und ab 1950/51 von Füllemann erworben, der sie als Rheinlust (II) auf dem Alten Rhein einsetzte.
Nach dem Einsatz auf dem Bodensee wurde die Rheinlust 1982 an Franz Felsterl nach Wien verkauft. Das Boot verkehrte mit dem bisherigen Namen als Fähre zwischen der Donauinsel und der DDSG-Anlegestelle in Nussdorf. Um ein grösseres Freideck für den Fahrradtransport zu schaffen, wurde der achterne Aufbau wurde um ein Fenster gekürzt. Durch Brandstiftung bei einem Donauinselfest wurde die Rheinlust schwer beschädigt. Die Pläne, die intakte Schiffsschale in der Schiffswerft Korneuburg in ein Sportboot umzubauen zerschlugen sich und das Schiff wurde Mitte der 1980er Jahre verschrottet.
| Daten:                 | Daten:          | Daten:                              |
| ---------------------- | --------------- | ----------------------------------- |
| Baujahr: 1910          | Länge: 16,00 m  | Motorleistung: 70 PS ab 1950: 90 PS |
| Werft: ?               | Breite: 3,35 m  | Geschwindigkeit: 21,0 km/h          |
| Indienststellung: 1950 | Tiefgang: ?     | Kapazität: 60 Personen              |
| Heimathafen: Rorschach | Tonnage: 10,0 t | Verbleib: 1982 verkauft             |

### Seeschwalbe

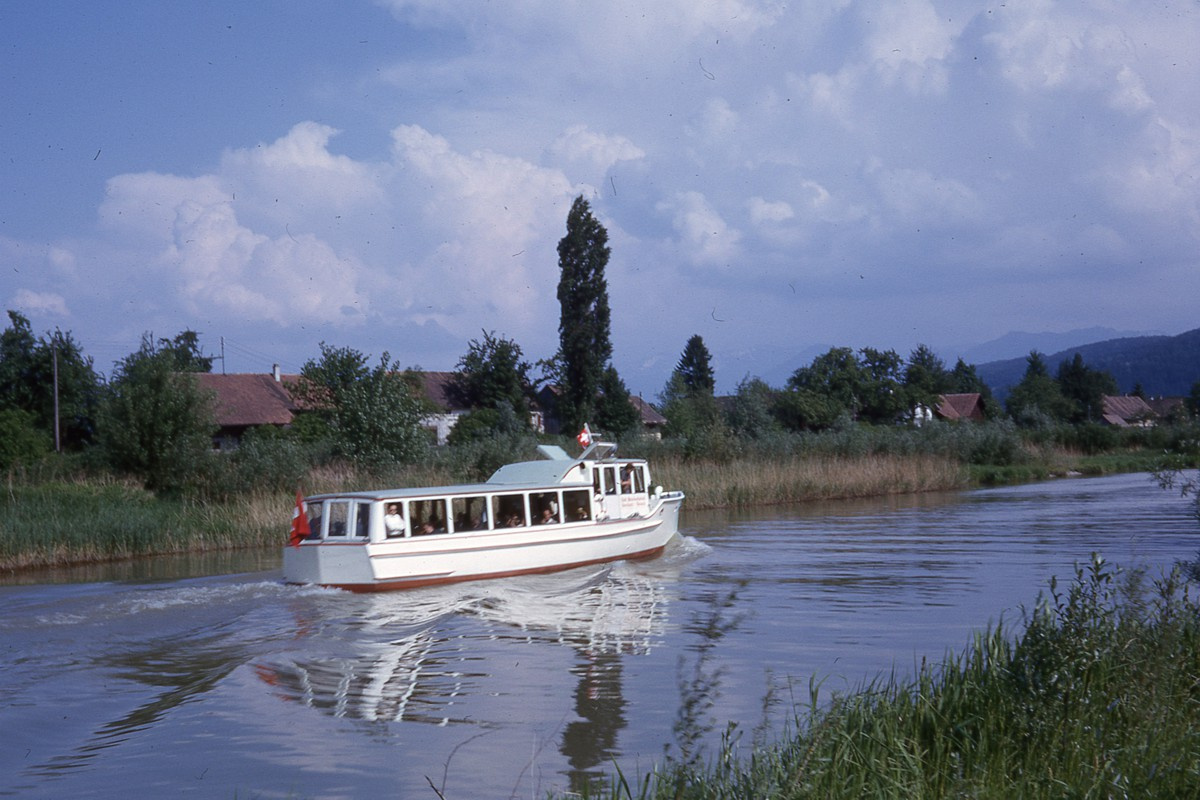
Die Seeschwalbe im Juni 1963 auf Kursfahrt in Richtung Rheineck

Nach dem Zweiten Weltkrieg erweiterte Füllemann seine im Krieg verkleinerte Schiffsflotte und erwarb 1952 die Seeschwalbe aus Wilhelmshaven. Das Boot behielt seinen Namen und wurde nach einem Umbau ab dem Heimathafen Rorschach für Fahrten auf dem Alten Rhein und dem Seeufer entlang eingesetzt. 1960 ging die Seeschwalbe in den Besitz der Städtischen Motorbootbetriebe Rorschach über. Am Einsatzgebiet änderte sich nichts. 1977 wurde sie nach Indienststellung der Rhynegg ausgemustert.
| Daten:                 | Daten:          | Daten:                      |
| ---------------------- | --------------- | --------------------------- |
| Baujahr: 1943          | Länge: 15,20 m  | Motorleistung: 60 PS        |
| Werft: ?               | Breite: 3,2 m   | Geschwindigkeit: 20,0 km/h  |
| Indienststellung: 1952 | Tiefgang: ?     | Kapazität: 60 Personen      |
| Heimathafen: Rorschach | Tonnage: 10,3 t | Verbleib: 1977 ausgemustert |